# Wim Jonk
Wilhelmus Maria "Wim" Jonk (Volendam, 12 de outubro de 1966) é um ex-futebolista holandês que atuava como volante.

## Carreira

### Clubes
Jonk passou por grandes clubes mundiais como Ajax e Internazionale. Ao final da temporada 2000–01, após uma série de lesões atuando no Sheffield Wednesday, decidiu se aposentar.

### Seleção Nacional
Pela Seleção Holandesa, o meia disputou as Copas do Mundo de 1994 e 1998.

## Títulos
Ajax
- Eredivisie: 1989–90
- Copa da UEFA: 1991–92
- Copa da Holanda: 1992–93

Internazionale
- Copa da UEFA: 1993–94

PSV Eindhoven
- Copa da Holanda: 1995–96
- Supercopa da Holanda: 1996, 1997 e 1998
- Eredivisie: 1996–97